# Osteria Nuova (provincia di Rieti)
Osteria Nuova è una frazione posta al confine tra i comuni italiani di Poggio Moiano e Frasso Sabino, e per una parte minore Poggio Nativo e Scandriglia, in provincia di Rieti. Sviluppatasi attorno alla SS4 Salaria, è una località che rappresenta un importante centro per il commercio ed i servizi, che ha il suo bacino d'utenza nei vari comuni limitrofi.

## Storia
Presso Osteria Nuova si trova il Monte Calvo (nel comune di Scandriglia), il quale era abitato in epoca protostorica da un villaggio, forse terrazzato, classificato come “insediamento di altura” e posto ad una quota di 588 metri. La cima del monte ha restituito materiali vascolari d’impasto pertinenti all’età del Bronzo finale .
Questo insediamento protostorico è stato identificato oggi nell’antica Suesbula , città degli Aborigeni riportata da Dionigi di Alicarnasso circa 10 km a sud di Trebula (Monteleone in Sabina) , a ridosso della Via Quinzia (corrispondente al tratto della Salaria antica compreso tra Rieti e Passo Corese). 
Questo insediamento era dislocato in parte su terrazzi naturali (probabilmente adattati artificialmente) che si distribuiscono in più ordini lungo il pendio. In alcuni tratti lungo le pendici compaiono opere di terrazzamento, rinforzate con mura a secco, la cui datazione ad epoca protostorica resta però incerta. 
L’abbandono di Suesbula già durante l’età del Ferro sembra imputabile ad un periodo di tensione tra le diverse comunità locali.
In epoca romana in questo luogo sorse un insediamento abitato noto come Vicus Novus o Mansio ad Novas, che nacque come punto di sosta lungo l'antica consolare romana Salaria perché situata ad un solo giorno di cammino da Roma. La sua importanza è testimoniata dai numerosi rinvenimenti di epoca romana nella zona. La Tabula Peutingeriana e l'Itinerario antonino riportano la località di Vicus Novus al XXXIII miglio della via Salaria.
Osteria Nuova ha conosciuto un forte sviluppo in epoca recente, soprattutto grazie alla presenza della statale Salaria e alla sua posizione che ne fa un centro servizi ideale per i molti comuni vicini, nessuno dei quali prevale nettamente per dimensioni.

## Luoghi di interesse
- La Grotta dei Massacci, monumento sepolcrale megalitico del II secolo d.C., riadattato nel XVIII secolo a casale agricolo
- I due Torracci, monumenti sepolcrali del II sec. d.C.
- Villa Romana dei Brutti Praesentis Archiviato il 7 novembre 2017 in Internet Archive. da cui provengono molte statue oggi conservate nella Ny Carlsberg Glyptotek a Copenaghen.

## Eventi

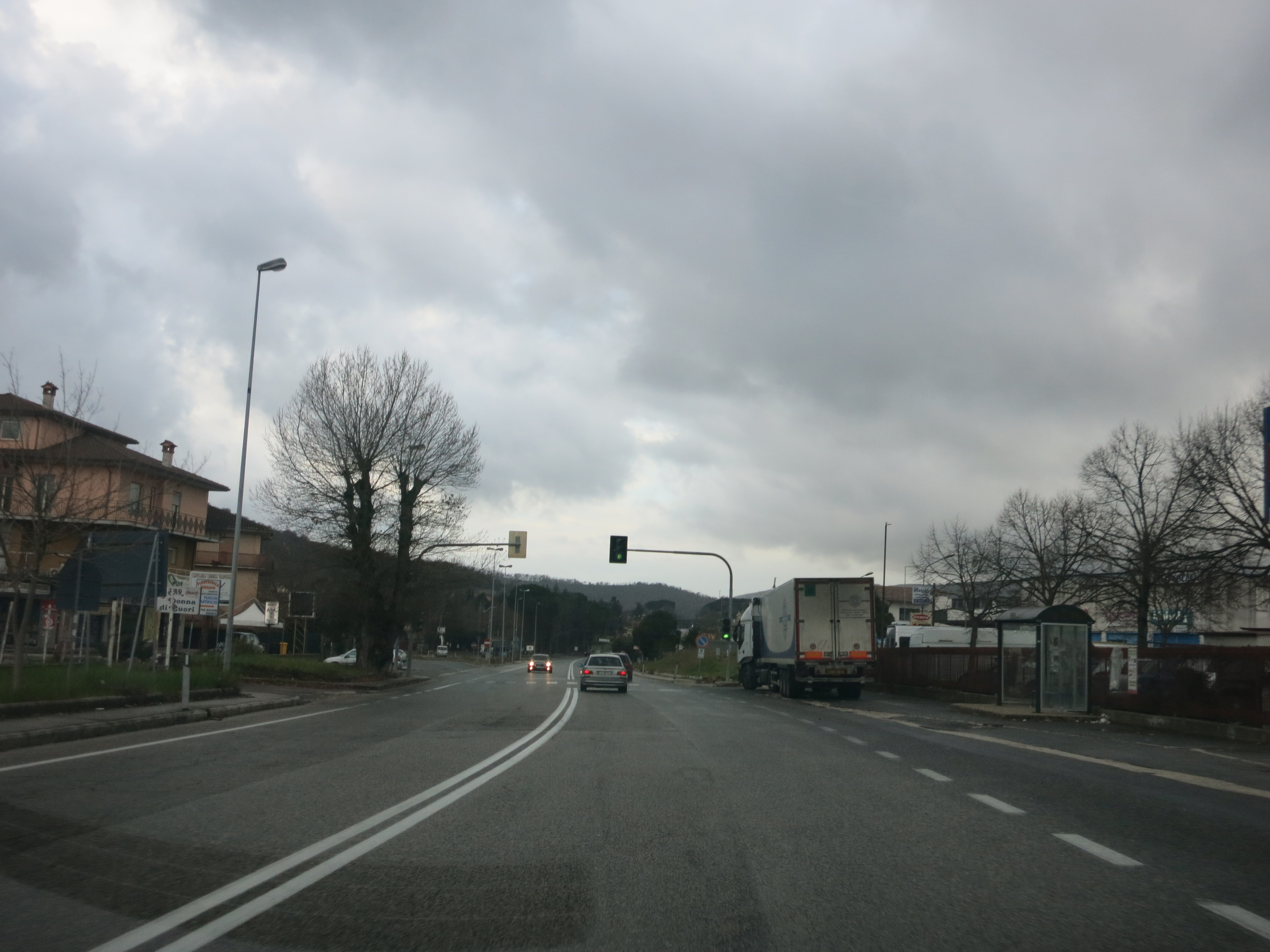
L'attraversamento pedonale sulla Salaria e la fermata degli automezzi COTRAL

Ad Osteria Nuova si tiene ogni prima domenica del mese un'importante fiera, che attira espositori e visitatori da tutto il Lazio, specialmente da Roma e dalla Sabina, per un totale di 20 000 persone. Si compone di un mercato di bestiame, che si svolge dal 1955, ed un mercato di prodotti agricoli.

## Infrastrutture e trasporti

### Strade
Osteria Nuova è un importante snodo stradale per tutta la bassa Sabina: innanzitutto perché è attraversata dalla strada statale 4 Via Salaria, dorsale stradale dell'intera provincia e principale collegamento con la Capitale per i capoluoghi Rieti e Ascoli Piceno; in secondo luogo perché confluiscono ad Osteria Nuova diverse strade secondarie che raggiungono un gran numero di comuni, i quali possono così immettersi sulla Salaria per raggiungere in auto il capoluogo di provincia Rieti o la capitale Roma, o per prendere il treno alla stazione di Fara Sabina-Montelibretti a Passo Corese, o ancora per salire sugli autobus Cotral che percorrono la Salaria.
Tra queste ci sono la strada provinciale n. 42 "Mirtense", che collega alla Salaria Poggio Mirteto, Castelnuovo di Farfa, Poggio Nativo e Montopoli e, poco più a sud, la provinciale n. 41 "Farense", che vi collega Fara in Sabina e Toffia.
Inoltre, a tre chilometri da Osteria Nuova (in località Ponte Buida) si collegano alla Salaria la strada per Casaprota, la strada provinciale n. 43 "Salaria vecchia" (il vecchio tracciato della statale, che passa per Torricella e Poggio San Lorenzo) e la ex strada statale 314 Licinese (che collega alla Salaria i centri di Poggio Moiano, Orvinio e Vicovaro).

### Ferrovie
Osteria Nuova non è servita da alcuna linea ferroviaria. Ad Osteria Nuova doveva passare la ferrovia Salaria (Roma-Rieti-Ascoli Piceno-San Benedetto del Tronto), più volte progettata sin dalla fine dell'Ottocento ma mai realizzata.